# 林則行
林 則行（はやし のりゆき）は日本の投資家、作家である。
コロンビア大学に留学後、
世界三大投資家ジム・ロジャーズの推薦で世界4位の金融会社
フィデリティ・インベストメントの米国本社に入社。
その後、現在のバークレイズ信託銀行、JPモルガンチェース銀行にて、
ファンドマネージャーとなる。
政府系ファンドアラブ首長国連邦アブダビ投資庁に
日本株の総責任者としてヘッドハンティングされ移籍。
ファンドマネージャー引退後はダイヤモンド社、宝島社、日経BP社など
の出版社から投資本を出版する。
また米国の公認会計士の資格も保有する。

## 経歴
- 高校時代: 高校生の頃から『会社四季報』を愛読し、企業分析や株式投資の基礎を学び始める。
- 大学卒業後: 早稲田大学を卒業し、国内の事業会社の資産運用部門に配属される。
- 個人投資の成功: 会社勤務と並行して個人でも株式投資を行い、着実に利益を上げて資産を増やす。
- 28歳で留学: 28歳の時、株式投資で得た利益をもとに会社を退職し、アメリカのコロンビア大学ビジネススクールに留学。
- ジム・ロジャーズ氏との出会い: 留学中、著名な投資家ジム・ロジャーズ氏の指導を受け、親交を深める。
- フィデリティ投資顧問に入社: ロジャーズ氏の推薦を受け、世界的な投資会社であるフィデリティ投資顧問に入社。[4]
- 外資系金融機関での活躍: その後、バークレイズ信託銀行やJPモルガン・チェース銀行などの外資系金融機関でファンドマネージャーとして経験を積む。
- アブダビ投資庁へのヘッドハント: 日本人として初めてアラブ首長国連邦のアブダビ投資庁にヘッドハントされる。
- アブダビ投資庁での業績: 日本株市場の責任者として6年間勤務する。
- ファンドマネージャー引退後: 引退後は投資に関する著書を執筆し、作家として活動。[5]

## 著書
- 『伝説のファンドマネージャーが教える株の公式』（ダイヤモンド社）[6]
- 『伝説のファンドマネージャーが実践する株の絶対法則』（ダイヤモンド社）[7]
- 『金はこれから2倍になる』（宝島社）[8]
- 『伝説のファンドマネジャーが教える 図解 株の暴落サインを見抜く方法』（宝島社）[9]
- 『投資初心者の大学生が伝説のファンドマネジャーに聞く 世界が大不況でも資産を増やせるって本当ですか？』（ダイヤモンド社）[10]